# Les Essarts-lès-Sézanne
Les Essarts-lès-Sézanne település Franciaországban, Marne megyében. Lakosainak száma 242 fő (2022. január 1.). Les Essarts-lès-Sézanne Charleville, Champguyon, Le Gault-Soigny, Lachy, Mœurs-Verdey, Morsains és La Noue községekkel határos.

## Népesség
A település népességének változása:
| Lakosok száma | 183  | 150  | 226  | 260  | 268  | 263  | 255  | 246  | 241  | 242  |
|               | 1968 | 1982 | 1990 | 2006 | 2013 | 2015 | 2017 | 2019 | 2020 | 2022 |